# والتش (ناحیه کارلووی واری)
والتش (به چکی: Valeč) یک منطقهٔ مسکونی در جمهوری چک است که در ناحیه کارلووی واری واقع شده‌است. والتش ۱۷٫۱۳ کیلومتر مربع مساحت و ۳۷۵ نفر جمعیت دارد و ۵۳۳ متر بالاتر از سطح دریا واقع شده‌است.

## خواهرخوانده
شهرهای درباخ و نکاگموند خواهرخوانده‌های والتش (ناحیه کارلووی واری) هستند.